# M. Night Shyamalan

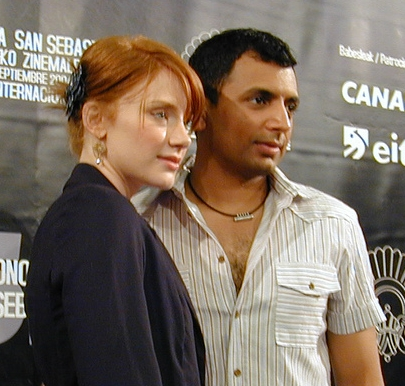
M. Night Shyamalan a Bryce Dallas Howardová při španělské premiéře Vesnice na festivalu v San Sebastiánu 2006

Manoj Nelliyattu Shyamalan, v uměleckém světě známý jako M. Night Shyamalan (malajálamsky: മനോജ്‌ നെല്ലിയാട്ടു ശ്യാമളന്‍, tamilsky மனோஜ் நெல்லியாட்டு சியாமளன்; Maṉōj Nelliyāṭṭu Śyāmaḷaṉ; narozen 6. srpna 1970, Mahé, Puduččéri) je v Indii narozený americký scenárista, filmový režisér, producent a herec vedlejších rolí, známý tvorbou soudobých snímků s nadpřirozenou tematikou, které mají překvapivé vyústění vedoucí k přehodnocení charakterů postav. Příběhy často lokalizuje do prostředí okolo pensylvánské Filadelfie, kde vyrostl.
Debutem se stal v roce 1992 Praying with Anger. V té době stále studoval na New York University. Druhý film Úplně vzhůru natočil roku 1995, ale premiéra proběhla až po třech letech kvůli potížím s financováním.
Mezinárodní ohlas získal v roce 1999 až třetí snímek Šestý smysl, který zaznamenal jak komerční úspěch, tak šest nominací na Oscara, včetně kategorií za nejlepší film, nejlepší režii a nejlepší původní scénář. Následující rok měl premiéru Vyvolený, jenž obdržel kladné kritické ohlasy. Snímek z roku 2002 Znamení, v němž si zahrál roli Raye Reddyho, měl také pozitivní odborné reakce a dobrý finanční výdělek. Smíšenou odezvu přinesla mysteriózní Vesnice (2004), přestože vydělala přibližně třikrát více než byly její náklady.
Fantasy Žena ve vodě (2006) měla negativní kritiku, stejně tak se jednalo o kasovní neúspěch. Film z roku 2008 Stalo se obdržel přes komerční úspěch záporné ohlasy odborné veřejnosti. Poslední vládce větru, jehož premiéra proběhla v roce 2010, byl ve Spojených státech přijat špatně a připsal si pět anticen Zlatá malina. Přesto celosvětově vydělal téměř 320 miliónů dolarů. Snímek, na němž se podílel jako producent a autor příběhu, s názvem Devil, zaznamenal smíšenou kritiku a jeho výdělek převýšil náklady.

## Osobní život
Narodil se v roce 1970 v indickém Mahé do rodiny Nelliyattu C. Shyamalana, malajalámsky mluvícího lékaře a tamilské gynekoložky Jayalakšmi. Po studiích lékařství na Jawaharlal Institute of Postgraduate Medical Education & Research v Puduččéri se rodiče rozhodli odjet v 60. letech do Spojených států. První potomek Veena se narodil ještě předtím v Indii. Stejně tak se jeho matka vrátila do Čennaíe na posledních pět měsíců těhotenství, aby porodila Manoje v této zemi.
Prvních šest týdnu prožil v Puduččéri, poté s matkou odjel do pensylvánského Penn Valley, předměstí Filadelfie. Navštěvoval soukromou římskokatolickou základní školu Waldron Mercy Academy, ačkoli byl hinduista. Poté pokračoval na střední soukromé episkopální škole v Merionu. V roce 1988 získal stipendium na New York University, kde byl posluchačem Tisch School of the Arts se sídlem na Manhattanu. Absolvoval ji v roce 1992. V době studií přijal své prostřední jméno Night.
Zájem o kinematografii projevil již v dětství poté, co dostal kameru Super-8. Přestože jeho otec požadoval, aby pokračoval v rodinné lékařské praxi, matka jeho vášeň k filmu podporovala. Doma natočil 45 videí. Záběry jednoho z nich zakomponoval do úvodu Šestého smyslu. Každé DVD s jeho snímkem, vyjma Ženy ve vodě, také obsahuje ukázku těchto domácích videí.
V roce 1993 se oženil s psycholožkou Bhavnou Vaswani, spolužačkou z univerzity, se kterou má dvě dcery. Rodina žije v rozlehlém obydlí v pensylvánském Willistownu. Založil produkční společnost Blinding Edge Pictures se sídlem v Devon-Berwynu.

## Filmografie
| Rok  | film                  | režisér | producent | scenárista | herec | role                      |
| ---- | --------------------- | ------- | --------- | ---------- | ----- | ------------------------- |
| 1992 | Praying with Anger    | Ano     | Ne        | Ano        | Ano   | Dev Raman                 |
| 1998 | Úplně vzhůru          | Ano     | Ne        | Ano        | Ne    |                           |
| 1999 | Šestý smysl           | Ano     | Ne        | Ano        | Ano   | Dr. Hill                  |
| 1999 | Myšák Stuart Little   | Ne      | Ne        | Ano        | Ne    |                           |
| 2000 | Vyvolený              | Ano     | Ano       | Ano        | Ano   | drogový dealer            |
| 2002 | Znamení               | Ano     | Ano       | Ano        | Ano   | Ray Reddy                 |
| 2004 | Vesnice               | Ano     | Ano       | Ano        | Ano   | Jay, hlídač u stolu       |
| 2006 | Žena ve vodě          | Ano     | Ano       | Ano        | Ano   | Vick Ran/The Vessel       |
| 2008 | Stalo se              | Ano     | Ano       | Ano        | Ano   | Joey (postava mimo záběr) |
| 2010 | Poslední vládce větru | Ano     | Ano       | Ano        | Ano   |                           |
| 2010 | Ďábel                 | Ne      | Ano       | Ano        | Ne    |                           |
| 2013 | Po zániku Země        | Ano     | Ne        | Ano        | Ne    |                           |
| 2015 | The Visit             | Ano     | Ano       | Ano        | Ne    |                           |
| 2015 | Labor of Love         | Ano     | Ano       | Ano        | Ne    |                           |
| 2016 | Rozpolcený            | Ano     | Ano       | Ano        | Ano   |                           |
| 2019 | Skleněný              | Ano     | Ano       | Ano        | Ano   |                           |
| 2021 | Čas                   | Ano     | Ano       | Ano        | Ano   |                           |
| 2023 | Někdo klepe na dveře  | Ano     | Ano       | Ano        | Ano   |                           |
| 2024 | Past                  | Ano     | Ano       | Ano        | Ano   |                           |
| 2026 | Remain                |         |           |            |       |                           |